# Texella whitei
Texella whitei is een hooiwagen uit de familie Phalangodidae.